# 新北市私立能仁高級家事商業職業學校
能仁學校財團法人新北市能仁高級家事商業職業學校，簡稱能仁家商，是一所位於台灣新北市新店區的私立技術型高級中等學校。前身為成立於1977年的僑仁工商，1979年奉准改名為「能仁家商」。校車設有5線。

能仁家商

## 校史
- 該校於1969年奉准籌設原名為私立僑仁高中，迨至1977年奉准立案，改辦工商，校名為私立僑仁工商。
- 1979年，7月董事會改組，由時任中國佛教會理事長白聖長老弟子明乘長老接任董事長。
- 1982年，撤銷工業類科，改服裝、美容、幼兒保育等家事類科，併原綜合商科，改名為能仁女子高級家事商業職業學校。
- 1987年，成立夜間部延教班，鼓勵青年繼續進修，設置美髮技術科、美顏科、商用資訊科、女裝科四科。
- 1988年，奉准設置資料處理科。
- 1990年，增設普通科。
- 1992年，再度奉准增設廣告設計科。
- 1993年，闢設二十二線校車、設立中央廚房。
- 1996年3月，在教育廳委託下，承辦「台灣區中等學校八十四學年度家事類科學生技藝競賽」。
- 1997年及1998年，雙十國慶總統府前慶祝大典，二度受邀擔任大會開幕之精神梯隊演出。
- 1997年，承辦國中技藝班與試探班的教學與輔導，更改校名為能仁高級家事商業職業學校，開始招收男生。
- 1999年，各職業類科增設升學班。
- 2003年，成立儀隊。
- 2006年，增設商業經營科建教班。
- 2009年2月，因全台菸害防制法上路，停辦戒菸班。[2]
- 2010年，開辦優質化高二英語歌唱比賽。
- 2011年，奉准設置觀光事業科。
- 2011年，能仁家商董事長「明乘長老」於七月十三日以八十歲過世。
- 2012年，服裝設計科更名為流行服飾科。
- 2012年，增設多媒體設計科。
- 2013年，參加全國高中籃球聯賽（HBL)以17連勝奪冠，成為HBL男子組第三支完成「全勝封王」的隊伍。[3]
- 2013年，為因應十二年國教，恢復普通科。增設餐飲管理科、表演藝術科。
- 2013年，本屆更換新制服，將近30幾年的舊制服走入歷史。
- 2013年8月，更名為能仁學校財團法人新北市能仁高級家事商業職業學校。
- 2014年，參加全國高中籃球聯賽奪得隊史第二冠，也完成隊史首次二連霸。
- 2014年，首次擔任國中會考考場。
- 2019年，參加全國高中籃球聯賽以17連勝，第二次全勝，奪得隊史第三冠。

### 歷任校長
| 任期 | 姓名   | 任職日期     | 離職日期      | 備註                                       |
| ---- | ------ | ------------ | ------------- | ------------------------------------------ |
| 1    | 劉雍熙 | 1977年8月    | 1982年8月     |                                            |
| 2    | 武九靈 | 1982年9月    | 1988年7月31日 |                                            |
| 3    | 陳文昌 | 1988年8月1日 | 1994年7月31日 |                                            |
| 4    | 林佳生 | 1994年8月1日 | 2008年7月31日 | 2008年8月轉任桃園市私立啟英高級中學校長    |
| 5    | 羅喆強 | 2008年8月1日 | 2012年7月31日 |                                            |
| 6    | 林佳生 | 2012年8月1日 | 2020年7月31日 | 原桃園市私立啟英高級中學校長轉任，屆齡退休 |
| 7    | 洪志旻 | 2020年8月1日 | 2024年1月31日 | 原新北市私立恆毅高級中學總務主任轉任，退休 |
| 8    | 謝儀美 | 2024年2月1日 | 2024年7月31日 | 代理校長                                   |
| 9    | 謝儀美 | 2024年8月1日 | 現任          |                                            |

## 學校特色
- 男女生合校，日夜間部班級86班，學生超過5800人。
- 由佛教界人士創辦。
- 實施榮譽考試。 [4]
- 加強兩性教育與認知。
- 重視品德教育、生活教育，提倡禮貌運動。
- 籃球稱雄寶島、羽球全國第一。
- 提倡全面升學為主。
- 週二朝會不定期舉行詩詞教唱、英語歌曲教唱活動。
- 週四朝會不定期舉行英語朗讀演講比賽、讀書心得演講比賽。
- 每學年舉行班際比賽。
- 國民黨創黨元老丁惟汾先生的墓園入口在能仁家商校區內。[5]

## 校訓

### 校訓
- 勤、樸、堅、毅

### 教育理念
- 服務、尊重、關懷、包容

### 能仁魂
- 能仁的教育價值、能仁的教育文化、能仁的教育精神、能仁的教育理念

## 能仁年度兩大活動

### 全民國防教育　愛國歌曲暨紫錐花創意隊呼比賽
每年十一月的第二個禮拜五舉行，創意隊呼參賽對象為全校二年級。

### 歌頌母愛　詩詞吟唱比賽
每年母親節前夕舉行，參賽對象為全校一、二年級。

## 教學單位
| - - 資料處理科 - 廣告設計科 - 餐飲管理科 - 門市服務科 - 幼兒保育科 - 表演藝術科 - 多媒體設計科 - 美容科 - - 美容科建教班 - 餐飲管理科建教班 | - - 美容科 - 觀光事業科 (112年度停招) |  |

## 學生團隊
- 體育團隊
  - 男子籃球隊
  - 女子籃球隊
  - 羽球隊
  - 拳擊隊
  - 電競隊
- 其他
  - 醒獅團
  - 榮譽服務隊
  - 美儀隊

## 制服

### 夏季制服＆運動服

#### 舊式
（於2015年9月完全走入歷史）
- 男生制服＆運動服
  - 白色襯衫上衣，細條紋，胸口繡有姓名，搭配深藍色西裝外套&長褲及黑色皮鞋。
  - 紫色Polo衫上衣，領子滾一道白色邊，胸口口袋印有校徽，搭配藍色運動褲及球鞋。
- 女生制服＆運動服
  - 米色水手服上衣，水手領設計較小，滾一道咖啡色邊，並配上小領結，兩邊袖口繡有校名，搭配咖啡色百折裙、白色長襪及白色皮鞋。
  - 白色Polo衫上衣，領子滾一道粉紅色邊，胸口口袋印有校徽，搭配粉紅色運動褲及球鞋。

#### 新式
（2013年以後新生改款）
- 男生制服
  - 白色襯衫上衣，兩邊袖口、領子和胸前袋口邊緣為深藍色底紅白兩色格線，搭配淺黑色制服長褲及皮鞋。
- 女生制服
  - 白色襯衫上衣，兩邊袖口、領子和領結同裙子為深藍色底紅白兩色格線花色，搭配黑色長襪及黑色皮鞋。
- 男女運動服
  - 白色V領上衣，領口、袖口和衣服下襬為藍色條紋，搭配淺藍色運動褲及球鞋，運動褲褲縫為白色長條紋。

### 冬季制服＆運動服

#### 舊式
- 男生制服＆運動服
  - 白色長袖襯衫，黑色領帶，搭配黑色制服長褲及皮鞋。
  - 黑色素色長袖，搭配藍色運動褲及球鞋。
- 女生制服＆運動服
  - 米色長袖水手服，咖啡色領結，搭配咖啡色制服長褲及白色皮鞋。
  - 米色素色長袖，搭配粉紅色運動褲及球鞋

- 冬季另有毛衣、西裝外套及夾克

## 特殊成就

### 籃球隊
能仁家商男籃隊成立於民國89年，韓裔教練王丙勝為開路先鋒，南征北討，讓球隊略現雛形。
91學年度，能仁家商在高中籃球乙組聯賽稱王；92學年度由全國籃球社會甲組勁旅裕隆納智捷籃球隊林正明教練接任總教練，一路披荊斬棘，過關斬將，不但在93學年度HBL賽事殺進前12強，從94學年度勇奪季軍及大會最高榮譽精神總錦標起，每一年都是8強班底。
2007年3月，能仁家商代表台灣赴日本參加2007年第6屆沖繩市長杯高等學校國際籃球邀請賽，榮獲殿軍，為國爭光。在大家的注目下，能仁家商籃球隊被國內籃壇譽為「近年來迅速崛起的高中籃球勁旅」。
97學年度，能仁家商首次殺入冠軍戰，但最後成為松山高中校史首冠的最佳配角；98學年度，能仁家商再次在冠軍戰挑戰松山高中，但在洪康喬單場48分瘋狂的攻勢下，再次落敗；100學年度，能仁家商第3次挑戰冠軍錦旗，可惜被南山高中擋下。
民國101年由林育正接任能仁籃球隊總教練，在他的領軍之下，能仁家商於101學年度擊敗新榮高中，拿下校史第1座冠軍，而且還是非常困難的「全勝封王」；102學年度，能仁家商擊退屏東高中，完成隊史首次2連霸。
能仁家商沒有室內籃球場，也沒有室外標準藍球場，籃球隊只能到處奔波練球，在如此艱難的環境下，還能在HBL拿下4次季軍；3次亞軍；二次二連霸，對此林佳生校長表示：「什麼都有，不代表你會贏；什麼都沒有，不代表你沒有機會」，用來激勵自己、球員及全校師生。
能仁家商最長連勝紀錄為跨季27連勝，101學年度17戰全勝；102學年度預賽、復賽、準決賽取得10連勝，在八強準決賽遭寫下29連勝記錄的松山高中中斷，中止能仁家商的連勝紀錄。
105學年度，能仁家商重返4強，但4強賽不敵南山高中，季軍賽擊退高苑工商，獲得季軍；106學年度，能仁家商再次在4強賽強碰南山高中，這次能仁家商以1分差復仇成功，但在冠軍戰以10分差不敵松山高中，只能收下亞軍。
107學年度，能仁家商在4強賽以2分之差氣走該屆大黑馬光復高中，冠軍戰迎戰尋求男女雙料冠軍的南山高中，能仁家商靠著丁冠皓林彥廷雙前鋒撐過前3節，第4節由高錦瑋遠投近切挹注關鍵10分，助隊以57：50驚險奪冠勝出，報100學年度冠軍賽一箭之仇。
108學年度，能仁家商8強以7戰全勝晉級四強；四強賽（3/10）以1分差驚險擊退南山高中，冠軍戰以78：62戰勝泰山高中，再度完成二連霸。
109學年度，能仁家商再度挑戰三連霸，過程卻走得極為顛頗，儘管維持戰力連續15年晉級8強，也在8強前3戰取勝，然而關鍵的第4勝卻遲遲無法拿下，最後在關鍵第7戰對東泰高中最終以67：87慘敗，再度以無緣4強（拿下第五名）的方式挑戰三連霸失敗。
110學年度，能仁家商去年無緣挑戰三連霸，今年重整旗鼓預賽以3戰全勝順利晉級12強複賽，在昨天95：46擊敗強恕高中，確定連續17年晉級八強，四強戰以整場攻守失序加上一開局未進入狀況，以62：92敗給南山高中，季軍戰雙方沒壓力下以84：70戰勝泰山高中獲得季軍。
111學年度，能仁家商去年獲得季軍，今年加入金華國中冠軍班底，預賽以3戰全勝順利晉級12強複賽，在今天71：69險勝松山高中，確定連續18年晉級八強，四強戰雖然能仁在第二節外線火力加溫，到了下半場在光復防守壓力下火力將溫，最終以61：69敗給光復高中，季軍戰雙方沒壓力下以84：88敗給松山高中無緣連兩個賽季獲得季軍。
高中籃球聯賽HBL
| 學年度    | 級別 | 成績   |
| --------- | ---- | ------ |
| 94學年度  | 甲級 | 季軍   |
| 95學年度  | 甲級 | 季軍   |
| 96學年度  | 甲級 | 第七名 |
| 97學年度  | 甲級 | 亞軍   |
| 98學年度  | 甲級 | 亞軍   |
| 99學年度  | 甲級 | 季軍   |
| 100學年度 | 甲級 | 亞軍   |
| 101學年度 | 甲級 | 冠軍   |
| 102學年度 | 甲級 | 冠軍   |
| 103學年度 | 甲級 | 第五名 |
| 104學年度 | 甲級 | 第七名 |
| 105學年度 | 甲級 | 季軍   |
| 106學年度 | 甲級 | 亞軍   |
| 107學年度 | 甲級 | 冠軍   |
| 108學年度 | 甲級 | 冠軍   |
| 109學年度 | 甲級 | 第五名 |
| 110學年度 | 甲級 | 季軍   |
| 111學年度 | 甲級 | 第四名 |
| 112學年度 | 甲級 | 第五名 |
| 113學年度 | 甲級 | 第七名 |

- 94學年度全國高中籃球聯賽，榮獲「精神總錦標」，吳建龍榮獲年度「人氣王」，楊政倫榮獲年度「準星王」、「助攻王」。
- 吳建龍、楊政倫獲選2006年亞青盃籃球國家代表隊隊員。
- 吳建龍進入SBL東風籃球隊。
- 95學年度全國高中籃球聯賽，榮獲「精神總錦標」，楊政倫榮獲年度「人氣王」、「抄截王」，李明暉榮獲年度「準星王」，林傑閔榮獲年度「新人王」。
- 吳建龍、楊政倫獲選2007年亞青盃籃球國家代表隊隊員。
- 97學年度全國高中籃球聯賽，榮獲「精神總錦標」，陳貴祥榮獲年度「人氣王」，陳盈駿榮獲年度「新人王」。
- 98學年度全國高中籃球聯賽，陳盈駿榮獲年度「抄截王」、「助攻王」。
- 陳盈駿、鄭鐵、王人傑入選亞青代表隊。
- 99學年度全國高中籃球聯賽，陳盈駿榮獲年度「助攻王」，黃泓瀚榮獲年度「新人王」。
- 100學年度全國高中籃球聯賽，劉人豪榮獲年度「新人王」，黃泓瀚榮獲年度「籃板王」。
- 101學年度全國高中籃球聯賽，黃泓瀚榮獲年度MVP，呂宗霖榮獲年度「助攻王」。
- 102學年度全國高中籃球聯賽，簡祐哲榮獲年度MVP。
- 2014長耀盃全國高中菁英籃球錦標賽，李家耀榮獲「籃板王」。
- 能仁家商籃球隊教練林育正，獲頒103年教育部體育署學校體育績優-運動教練獎。
- 105學年度全國高中籃球聯賽，谷毛唯嘉榮獲年度「助攻王」。
- 107學年度全國高中籃球聯賽，高錦瑋榮獲年度「助攻王」、林彥廷榮獲「決賽MVP」
- 108學年度全國高中籃球聯賽，王凱裕榮獲年度「阻攻王」、游艾哲榮獲「助攻王］、「決賽MVP」

而除了戰功輝煌的男籃，能仁家商的女籃也在2015年成軍，並在106學年度HBL乙級賽事中首度闖入4強決勝圈。2017年4月9日，能仁女籃在4強決勝圈的第3戰擊敗小港高中，並靠著擊敗同為2勝1敗的四維高中，拿下第1座HBL乙級女生組冠軍。
| 學年度 | 103學年度 | 104學年度 | 105學年度 | 106學年度 | 107學年度 | 108學年度 | 109學年度 | 110學年度 |
| ------ | --------- | --------- | --------- | --------- | --------- | --------- | --------- | --------- |
| 名次   | —         | —         | 第一名    | —         | —         | 第二名    | 第二名    | 第二名    |

| 年份   | 賽事                              | 成績 |
| ------ | --------------------------------- | ---- |
| 2002年 | 台灣省主席盃籃球賽                | 亞軍 |
| 2002年 | 91學年度全國高中籃球乙級聯賽      | 冠軍 |
| 2003年 | 台灣省中正盃籃球賽                | 亞軍 |
| 2003年 | 台灣省秋季體育活動聯合競賽        | 殿軍 |
| 2003年 | 台灣省聯賽                        | 季軍 |
| 2003年 | 92學年度全國高中籃球甲級聯賽      | 13   |
| 2004年 | 台灣省中正盃籃球賽                | 季軍 |
| 2004年 | 台灣省聯賽                        | 季軍 |
| 2004年 | 93學年度全國高中籃球甲級聯賽      | 9    |
| 2005年 | 花蓮菁英盃籃球賽                  | 季軍 |
| 2005年 | 巨峰葡萄盃全國籃球錦標賽          | 季軍 |
| 2006年 | ING海峽盃高中籃球邀請賽           |      |
| 2007年 | 沖繩市長盃高校籃球邀請賽          | 殿軍 |
| 2007年 | 南山盃海峽兩岸高中籃球邀請賽      | 優勝 |
| 2007年 | 玉長盃籃球錦標賽                  | 亞軍 |
| 2007年 | 基隆市國際盃籃球聯賽              | 冠軍 |
| 2007年 | 全國中洲盃國高中籃球錦標賽        | 季軍 |
| 2008年 | 全國中洲盃國高中籃球錦標賽        | 亞軍 |
| 2009年 | 台北縣98青少年分齡籃球錦標賽      | 亞軍 |
| 2009年 | 亞洲16歲級青年男子籃球錦標賽      | 冠軍 |
| 2010年 | 麓山盃海峽兩岸高中男子籃球邀請賽  | 殿軍 |
| 2010年 | 苗栗全國邀請賽                    | 冠軍 |
| 2010年 | 台灣區秋季體育活動聯合競賽        | 季軍 |
| 2010年 | 花蓮菁英盃邀請賽                  | 亞軍 |
| 2011年 | 三峽國中峽客盃全國高中籃球邀請賽  | 冠軍 |
| 2011年 | 花蓮菁英盃邀請賽                  | 季軍 |
| 2011年 | 台北市內湖麗山盃籃球邀請賽        | 亞軍 |
| 2011年 | 嘉義市健康城市HBL八強邀請賽       | 冠軍 |
| 2011年 | 台灣區秋季體育活動聯合競賽        | 亞軍 |
| 2012年 | 花蓮菁英盃邀請賽                  | 冠軍 |
| 2012年 | 基隆一信盃HBL10強邀請賽           | 冠軍 |
| 2013年 | 花蓮菁英盃邀請賽                  | 冠軍 |
| 2013年 | 南京亞青運動會                    | 銀牌 |
| 2013年 | 新北市長耀盃全國籃球菁英賽        | 冠軍 |
| 2013年 | 基隆一信盃籃球錦標賽              | 冠軍 |
| 2013年 | 宜蘭光復盃籃球賽                  | 冠軍 |
| 2014年 | 日本新潟國際籃球邀請賽            |      |
| 2014年 | 2013-14中國廣州高中籃球聯賽總決賽 | 冠軍 |
| 2014年 | 新北市長耀盃全國籃球菁英賽        | 5    |
| 2015年 | 姥姥盃海峽兩岸高中籃球錦標賽      | 亞軍 |
| 2016年 | 105學年度嘉義配天宮聖母盃         | 季軍 |

### 羽球隊
能仁家商羽球隊與土地銀行建教合作多年，在全國中等學校運動會、全國青少年羽球賽均有優異成績(全國中等學校運動會六連霸三冠王)，是國內培育基層羽球運動的最佳搖籃。
| 年份   | 賽事                             | 項目     | 球員           | 成績     | 備註               |
| ------ | -------------------------------- | -------- | -------------- | -------- | ------------------ |
| 2005年 | 亞洲青少年錦標賽                 | 男女混雙 |                | 季軍     |                    |
| 2006年 | 全國中等學校運動會               |          |                | 冠軍     | 高男羽球團體賽     |
| 2006年 | 全國中等學校運動會               | 個人單打 |                | 冠、亞軍 |                    |
| 2006年 | 亞洲青少年錦標賽                 |          |                | 第5名    | 男子團體組         |
| 2006年 | 世界中學生羽球錦標賽             |          |                | 亞軍     | 國家隊男生組       |
| 2007年 | 全國中等學校運動會               | 雙打     |                | 冠軍     | 高男羽球團體賽     |
| 2008年 | 世界中學生羽球錦標賽             |          |                | 亞軍     | 國家隊團體組       |
| 2008年 | 全國中等學校運動會               |          |                | 冠軍     | 高男團體           |
| 2008年 | 全國中等學校運動會               | 個人男雙 |                | 冠軍     |                    |
| 2009年 | 全國青少年盃                     |          |                | 季軍     | 團體               |
| 2009年 | 全國青少年盃                     | 各人單打 |                | 冠軍     |                    |
| 2009年 | 世青羽球錦標賽中華隊選拔賽       | 男單     | 許仁豪         | 冠軍     | 入選中華世青代表隊 |
| 2009年 | 世青羽球錦標賽中華隊選拔賽       | 男單     | 林祐賢         | 季軍     | 入選中華世青代表隊 |
| 2009年 | 世青羽球錦標賽                   |          | 許仁豪         | 季軍     |                    |
| 2009年 | 世青羽球錦標賽                   |          | 許仁豪、林祐賢 | 殿軍     | 團體組             |
| 2009年 | 全國青少年盃                     |          |                | 季軍     | 高男團體           |
| 2009年 | 全國青少年盃                     | 個人單打 | 林祐賢         | 冠軍     |                    |
| 2009年 | 世青羽球錦標賽                   |          | 許仁豪         | 季軍     |                    |
| 2009年 | 世青羽球錦標賽                   |          | 許仁豪、林祐賢 | 殿軍     | 團體組             |
| 2009年 | 台北市中正盃羽球錦標賽           |          |                | 亞軍     | 團體組             |
| 2009年 | 台北市中正盃羽球錦標賽           | 男單     | 蔡孟叡         | 亞軍     |                    |
| 2009年 | 台北市中正盃羽球錦標賽           | 雙打     | 邱竣暐、萬佳鑫 | 亞軍     |                    |
| 2009年 | 全國中等學校運動會               |          |                | 冠軍     | 團體組             |
| 2009年 | 全國中等學校運動會               | 單打     | 許仁豪         | 冠軍     |                    |
| 2009年 | 全國中等學校運動會               | 單打     | 林祐賢         | 亞軍     |                    |
| 2010年 | 世界中學生團體錦標賽             |          |                | 冠軍     | 團體組             |
| 2010年 | 台北市中正盃羽球錦標賽           |          |                | 冠軍     | 團體組             |
| 2010年 | 全國青少年羽球錦標賽             |          |                | 冠軍     | 高中男生組團體組   |
| 2010年 | 全國青少年羽球錦標賽             | 單打     | 王子維         | 亞軍     |                    |
| 2010年 | 全國青少年羽球錦標賽             | 單打     | 蔡孟叡         | 季軍     |                    |
| 2011年 | 群岳盃全國中等學校羽球團體對抗賽 |          |                | 亞軍     | 高中團體組         |
| 2011年 | 全國中等學校運動會               | 單打     | 蔡孟叡         | 冠軍     | 團體組             |
| 2011年 | 亞青選拔賽                       | 單打     | 王子維         | 冠軍     |                    |
| 2011年 | 第二次全國羽球排名賽             | 男子單打 | 王子維         | 冠軍     | 乙組               |
| 2011年 | 第二次全國羽球排名賽             | 單打     | 萬佳鑫         | 季軍     | 乙組               |
| 2011年 | 世界青少年羽球選拔賽             | 單打     | 王子維         | 冠軍     |                    |
| 2011年 | 世界青少年羽球選拔賽             | 單打     | 萬家鑫         | 亞軍     |                    |
| 2011年 | 世界青少年羽球選拔賽             | 雙打     | 王齊麟、巫孝霖 | 季軍     |                    |
| 2011年 | 張禎盃全國青少年羽球錦標賽       |          |                | 冠軍     | 高男團體           |
| 2011年 | 國際羽球分齡賽                   | 男子雙打 | 王齊麟、巫孝霖 | 冠軍     |                    |
| 2011年 | 國際羽球分齡賽                   | 男子單打 | 萬佳鑫         | 冠軍     |                    |
| 2011年 | 國際羽球分齡賽                   | 男子雙打 | 邱竣暐、萬佳鑫 | 亞軍     |                    |
| 2012年 | 全國中等學校運動會               | 雙打     | 王齊麟、巫孝霖 | 冠軍     |                    |
| 2012年 | 全國中等學校運動會               | 單打     | 蔡孟叡         | 亞軍     |                    |
| 2012年 | 全國中等學校運動會               | 單打     | 王子維         | 季軍     |                    |
| 2012年 | 世界中學生團體錦標賽             |          |                | 亞軍     | 團體組             |
| 2012年 | 台北市中正盃羽球錦標賽           |          |                | 冠軍     | 高中團體組         |
| 2012年 | 台北市中正盃羽球錦標賽           | 單打     | 楊易祥         | 冠軍     |                    |
| 2012年 | 台北市中正盃羽球錦標賽           | 單打     | 張世潁         | 亞軍     |                    |
| 2012年 | 台北市中正盃羽球錦標賽           | 雙打     | 楊明哲、柏禮維 | 亞軍     |                    |
| 2012年 | 台北市中正盃羽球錦標賽           | 雙打     | 羅寬祥、魏道豪 | 季軍     |                    |
| 2012年 | 張禎盃全國青少年羽球錦標賽       |          |                | 冠軍     | 高男團體           |
| 2013年 | 2013年新加坡國際羽球錦標賽       | 男子雙打 | 王齊麟         | 冠軍     | 畢業傑出校友       |
| 2013年 | 2013年新加坡國際羽球錦標賽       | 混雙     | 王齊麟         | 亞軍     | 畢業傑出校友       |
| 2013年 | 2013年馬爾地夫國際羽球錦標賽     | 男子雙打 | 王齊麟         | 冠軍     | 畢業傑出校友       |
| 2013年 | 2013年馬爾地夫國際羽球錦標賽     | 男子單打 | 王子維         | 季軍     |                    |
| 2013年 | 全國青少年羽球錦標賽             |          |                | 冠軍     | 男子團體組         |
| 2013年 | 全國青少年羽球錦標賽             | 男子雙打 | 李佳翰、吳沅錚 | 冠軍     |                    |
| 2013年 | 全國青少年羽球錦標賽             | 男子雙打 | 柏禮維、楊明哲 | 亞軍     |                    |
| 2014年 | 2014年亞世青少年國手選拔賽       |          | 柏禮維、楊明哲 | 冠軍     | 男子團體組         |
| 2014年 | 2014年亞世青少年國手選拔賽       |          | 羅寬翔、田暘   | 殿軍     | 男子團體組         |
| 2014年 | 2014年亞世青少年國手選拔賽       | 男子單打 | 張恩嘉         | 季軍     |                    |
| 2014年 | 全國中等學校運動會               |          |                | 季軍     | 團體組             |
| 2014年 | 2014奧克蘭國際羽球賽             | 雙打     | 柏禮維、楊明哲 | 冠軍     | 男子組             |
| 2014年 | 2014奧克蘭國際羽球賽             | 混雙     | 李佳翰         | 冠軍     |                    |
| 2014年 | 103全國高中盃羽球錦標賽          |          |                | 亞軍     | 團體組             |
| 2014年 | 103全國高中盃羽球錦標賽          | 雙打     | 柏禮維、楊明哲 | 冠軍     |                    |
| 2014年 | 103全國高中盃羽球錦標賽          | 單打     | 胡翊凡         | 第5名    |                    |
| 2014年 | 新北市103學年度中小學羽球對抗賽  |          |                | 冠軍     | 男子團體組         |

其他
| 記事 | 年份 |
| --- | ---- |
| 中華民國羽球協會遴選「2010年廣州亞運會第1階段第3期」培訓選手，許仁豪入選。                                   | 2009 |
| 世界中學生團體錦標賽團體組冠軍，邱竣暐榮獲ISF世界學生最佳男運動員MVP。                                       | 2010 |
| 台灣男子組代表隊網羅能仁家商球員邱竣暐、王星文、萬佳鑫、蔡孟叡，參加在保加利亞舉辦的2010世界中學羽球錦標賽。 | 2010 |
| 全國羽球賽，王子維榮獲冠軍，晉升為中華民國羽球協會甲組球員。                                                 | 2011 |
| 王子維、王齊麟、巫孝霖、楊逸翔，參加2012年世界中學羽球錦標賽代表隊選拔賽入選國手。                           | 2012 |
| 全國中等運動會團體組冠軍【五連霸】。                                                                         | 2012 |
| 全國中等運動會團體組冠軍【六連霸】。                                                                         | 2013 |
| 2014年亞世青少年國手選拔賽，柏禮維、楊明哲、李佳翰、吳沅錚、張恩嘉取得亞世青少年國手資格。                   | 2014 |
| 2014世界中學生羽球錦標賽代表隊選拔賽，李佳翰、吳沅錚、柏禮維、楊明哲、張恩嘉取得國家隊男子組代表權。         | 2014 |

### 曲棍球隊
- 2009年（呂柏浩同學參加世界青年冰球錦標賽獲A組亞軍。）
- 2009年（彭景宏同學參加台北市青年杯冰球錦標賽獲冠軍。）
- 2009年（第31屆中正盃全國溜冰錦標賽直排輪曲棍球第1名。）
- 2009年（第6屆全國直排冰球Inline Hockey錦標賽公開組第1名。）
- 2010年 （第13屆亞洲溜冰曲棍球錦標賽入選選手呂真、呂黎峰及林聿言。）

### 其他
- 2008年（翡翠學園區吾愛吾師卡片設計比賽獲第3名及優選3名。）
- 2008年（中等學校田徑對抗賽高男組獲跳遠第3名。）
- 2008年（何恩宇榮獲教育部頒發「技職之光證照達人」獎項。）
- 2008年（生命教育書籤設計比賽高中職組第2名第3名及佳作2名。）
- 2008年（臺北縣美展廣設科漫畫類、平面設計類、版畫類、書法類、水墨類、西畫類前三名計有36人、19項佳作。）
- 2008年（林耕安同學獲頒『2008年總統教育獎』。呂金芳同學參加紅麴公仔設計比賽獲高中組第2名。）
- 2008年（陳俊承同學參加2008年全民運動會，獲混合組龍獅運動第2名。）
- 2008年（張伯維同學參加2008年全國青少年武術錦標賽獲高男中傳統套路器械第2名。）
- 2008年（辦理教育部委辦之「2008年總統教育獎」頒獎典禮會場佈置與手冊設計。）
- 2008年（臺北縣教育局委辦「2008年表揚全國友善校園績優學校頒獎典禮」平面主題設計、頒獎典禮會場佈置。）
- 2008年（臺北縣教育局委辦「臺北縣教育局2008年度統合視導會場佈置」平面主題設計、評鑑會場佈置。）
- 2008年（榮獲2008年行政院環保署「推動廢乾電池回收高中職平均量組第一名」。）
- 2008年（全民國防教育海報設計獲第一名。）
- 2009年（殷婉婷同學入選2009高雄世運會龍舟項目國手。）
- 2009年（高三學生參加「電腦軟體乙級」證照測驗通過236人。）
- 2009年（師生共3600人分2日至台北體育場參加2009年聽障奧運會觀賞賽事。）
- 2009年（全國學生音樂比賽,樂旗隊,獲得優等獎。）
- 2009年（辦理2009年全校師生3000人「全民國防教育萬里行」活動。）
- 2009年（辦理八八水災募款活動，共募得師生30萬元善款，透過紅十字會捐助災民。）
- 2013年（林佩蓉同學參加新北市碧潭盃分齡游泳錦標賽，15-19歲個人組100公尺自由式、100公尺蛙式榮獲亞軍。）
- 2013年（表演藝術科參加新北市政府反毒反黑反霸凌音樂MV大賽，榮獲第三名及佳作。）
- 2013年（資二仁參加新北市全民國防教育愛國歌曲暨紫錐花創意隊呼競賽榮獲特優。）
- 2013年（郭書誠同學參加102學年度全國運動舞蹈錦標賽榮獲業餘五項、三項拉丁及業餘五項、三項標準舞第一名。）
- 2013年（王柏銘同學參加102學年度全國運動舞蹈錦標賽榮獲 高中單人B組兩項拉丁第二名、高中單人A組三項拉丁第二名。）
- 2013年（張芯瑋同學參加新北市學生舞蹈比賽榮獲 高中職個人組第一名。）
- 2015年（參加第一屆紫錐花盃創意愛國歌曲比賽榮獲冠軍。）

## 影視取景
- 八大電視  （電視劇惡靈05）(娛樂百分百105.5/25)
- 台視 （電視劇飯糰之家）
- 台視 （電視劇東華春理髮廳）

## 外部連結
1. （繁體中文）能仁家商官方網站 （页面存档备份，存于）
2. （繁體中文）教育部國民及學前教育署[永久]